# Szentivanyella africana
Szentivanyella africana är en kvalsterart som beskrevs av Sandór Mahunka 1984. Szentivanyella africana ingår i släktet Szentivanyella och familjen Microzetidae. Inga underarter finns listade i Catalogue of Life.